# A Sors-Társak Közhasznú Egyesülete
A Sors-Társak Közhasznú Egyesülete magyarországi civil szervezet, mely magukat a lakásmaffia áldozatainak valló, többségében hajlékuktól megfosztott személyekből alakult. Alapítója Török-Szabó Erzsébet, aki saját bevallása szerint 1997. augusztus 27. óta él kilakoltatva. Céljuk az ingatlanjaiktól jogsértő módon megfosztott személyek érdekvédelme.

## A lakásmaffia áldozatai
Az Egyesület olyan állampolgárokat tömörít, akiket bevallásuk szerint csalárd és előre megszervezett, üzletszerű módon együttműködő üzletemberek, verőemberek, jogászok (ügyvédek, közjegyzők, sőt bírók), orvosok és bankok fosztottak meg jogos tulajdonuktól. A módszerek változatosak, kezdve a pszichiátrián kezelt betegekre való orvosi nyomásgyakorlástól a fiktív szerződések megköttetéséig.

## A szervezet tevékenysége

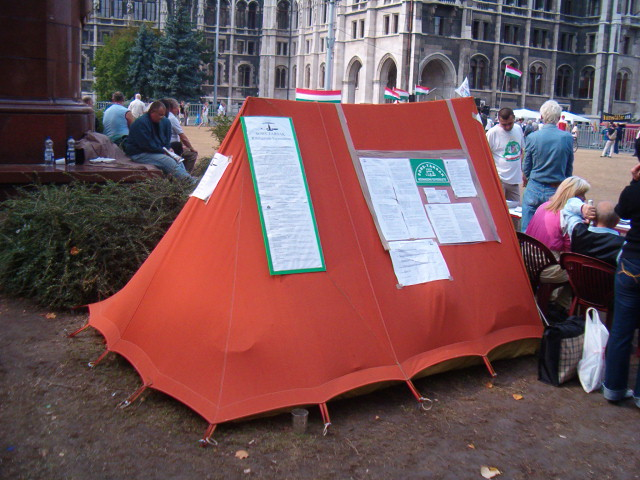
A szervezet sátra a Kossuth téren

A szervezetet folyamatos ismeretterjesztést is végez, petíciókat fogalmaz, tárgyal a kormány küldötteivel, illetve 2006 szeptemberétől a Kossuth téren egy népszavazási kezdeményezéshez gyűjt aláírást.
Az alapító Török-Szabó Erzsébet 1999-ben írt egy hosszabb tanulmányt a lakásmaffia működéséről, melynek részleteit levélben küldték szét különféle fórumokhoz. A sajtó és a kormány is felfigyelt az ügyre, ennek eredményeképp tömegesen jelentkeztek a szervezetnél a hajlékuktól csalárdul megfosztottak, és számoltak be élményeikről, illetve a lakásmaffia-üggyel végül az Országgyűlés is foglalkozni kezdett. Egy politikai albizottság alakult az ügyek kivizsgálására, melyet a szervezet pártatlannak és példásan működőnek tart. Ez végül több pozitív intézkedést hozott (például a hivataloknak irányelveket fogalmaztak meg annak megakadályozására, hogy az ingatlanvagyonuktól csalárd módon meg lehessen fosztani az ügyfeleket), működése a 2004./71. sz. (VI. 22.) OGy-határozattal zárult. Ezt azonban Petrétei József igazságügyi miniszter H/15233 sz. javaslata hatályon kívül helyezte 2005 márciusában. A szervezet (petícióként átadott) levélben kérte a tárgyalások felújítását Gyurcsány Ferenc miniszterelnöktől 2006. augusztus 6-án 12:00-kor, az azonban kitérő választ adott, így a szervezet csatlakozott a 2006 szeptemberében kirobbant kormányellenes Kossuth-téri tüntetéshez. Ezelőtt is többször szerveztek már hosszú demonstrációt a Kossuth térre, 2005-ben például a Baumag-botrány áldozataival közösen tüntettek 35 napon át (2005. július 11. hétfő 10:00 – augusztus 14. vasárnap, 16:00).
A szervezet azt is kifogásolja, hogy az áldozatok részére semelyik eddigi kormány nem volt hajlandó kártérítést megítélni.